# Rocka Rolla
Rocka Rolla, uscito nel 1974, è il disco d'esordio dei Judas Priest. Questo lavoro presenta dei Judas Priest diversi da quelli successivi, per via di marcati elementi hard rock e progressive rock in voga degli anni settanta. L'album non è considerato un capolavoro, ma il gruppo seppe rifarsi successivamente, pubblicando Sad Wings of Destiny, tuttora definito un manifesto dell'heavy metal.
Nella versione rimasterizzata del disco è contenuta la canzone di Joan Baez: Diamonds and Rust (appunto reinterpretata dalla band inglese), brano che i Judas Priest suonano spesso dal vivo. Questa versione è inedita e leggermente diversa da quella presente sul terzo album Sin After Sin e proviene dalle sessioni di registrazione del 1975 per il secondo album Sad Wings of Destiny.

## Tracce
1. One for the Road – 4:40
2. Rocka Rolla – 3:05
3. Winter – 1:48
4. Deep Freeze – 1:56
5. Winter Retreat – 3:29
6. Cheater – 2:57
7. Never Satisfied – 4:50
8. Run of the Mill – 8:33
9. Dying to Meet You – 6:16
10. Caviar and Meths – 2:00

Durata totale: 39:34

### 1987 Remasters Bonus Track
1. Diamonds and Rust (cover di Joan Baez) – 3:18

Durata totale: 3:18

## Formazione
- K.K. Downing - chitarre
- John Hinch - batteria
- Rob Halford - voce, armonica a bocca
- Glenn Tipton - chitarre, sintetizzatori, cori
- Ian Hill - basso